# Gabrielle (film, 2013)
Pour les articles homonymes, voir Gabrielle.
Pour plus de détails, voir Fiche technique et Distribution.
Gabrielle est un mélodrame canadien écrit et réalisé par Louise Archambault, sorti en 2013. Le film est inspiré de la comédie romantique L'Autre Sœur, réalisée par Garry Marshall en 1999.
Il est sélectionné pour représenter le Canada aux Oscars du cinéma 2014 dans la catégorie meilleur film en langue étrangère.

## Synopsis
Gabrielle et Martin, deux jeunes gens qui se sont rencontrés au centre de loisirs dans la chorale « Les Muses de Montréal », sont fous amoureux l'un de l'autre. Cependant, Gabrielle et Martin sont deux personnes ayant une déficience intellectuelle (avec le syndrome de Williams et Beuren, qui cause également des problèmes physiques, pour ce qui est de Gabrielle, contrairement à Martin, et au film dont s'inspire celui-ci en partie), et leur histoire d'amour n'est pas bien vue par leur entourage, notamment la mère de Martin. Tandis qu'ils se préparent à un spectacle important où ils doivent chanter avec Robert Charlebois, Gabrielle essaye de prouver son autonomie pour gagner son indépendance. Elle rêve de vivre en couple avec Martin dans un appartement.

## Fiche technique
- Titre : Gabrielle
- Réalisation : Louise Archambault
- Scénario : Louise Archambault
- Direction artistique : Emmanuel Frechette
- Costumes : Sophie Lefebvre
- Photographie : Mathieu Laverdière
- Montage : Richard Comeau
- Musique : François Lafontaine
- Production : Luc Déry et Kim McCraw
- Société de production : Micro scope
- Société de distribution : Les Films Christal
- Lieu d'origine :  Québec
- Langue originale : français
- Format : couleur
- Genre : Mélodrame
- Durée : 104 minutes
- Dates de sortie :
  -  Suisse : 12 août 2013 (Festival international du film de Locarno)
  -  Suisse romande : 11 septembre 2013
  -  Canada,  Québec : 20 septembre 2013
  -  France : 16 octobre 2013
  -  Belgique : 23 septembre 2013

## Distribution

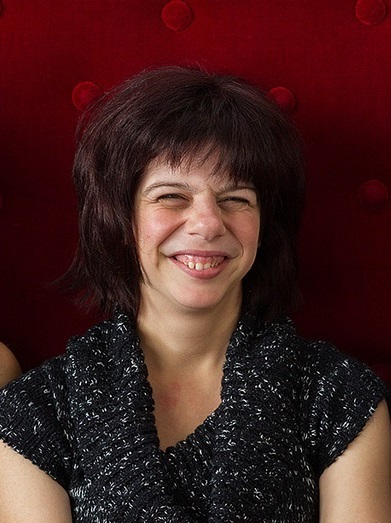
Gabrielle Marion-Rivard

- Gabrielle Marion-Rivard : Gabrielle
- Alexandre Landry : Martin
- Mélissa Désormeaux-Poulin : Sophie
- Benoît Gouin : Laurent
- Isabelle Vincent : la mère de Gabrielle
- Véronique Beaudet : Surveillante des sorties du groupe de personnes déficientes
- Marie Gignac : la mère de Martin
- Vincent-Guillaume Otis : Rémi
- Robert Charlebois : lui-même
- Gregory Charles : lui-même

## Production

### Tournage
Le tournage a eu lieu entre 28 mai et 15 juillet 2012 au Centre récréatif, culturel et sportif Saint-Zotique situé dans le quartier Saint-Henri à Montréal et à Laval au Québec,. Il est à noter que l'actrice principale, prénommée Gabrielle, elle-même, est atteinte du syndrome de Williams. Mais ce n'est pas un documentaire ou une biographie et il existe des différences entre les personnages, celui du film étant diabétique par exemple, confie-t-elle.

### Sortie
Gabrielle a été sélectionné en août 2013 au Festival international du film de Locarno 2013 en Suisse où il a remporté le prix du public avec des revenus de 30 000 francs suisses, soit 24 215 euros. Lors de son avant-première mondiale, également à Locarno, il a attiré 6 000 spectateurs.

## Autour du film
- Les images de l'école indienne ont été tournées à l'école Jeunes musiciens du monde Kalkeri Sangeet Vidyalaya dans le Karnataka en Inde.

## Distinctions

### Récompenses
- Festival du film francophone d'Angoulême 2013 :
  - Valois Magelis pour Louise Archambault
  - Valois du meilleur acteur décerné à Alexandre Landry
- Festival du film canadien de Dieppe 2013 :
  - Prix du Public TV5 Monde
  - Prix Jean-Claude-Jean pour meilleur espoir cinéma décerné à Alexandre Landry
- Festival international du film de Locarno 2013 : Prix du public pour Louise Archambault
- Festival international du film francophone de Namur 2013 : Prix du public long métrage fiction de la ville de Namur
- Festival du film de Gijón 2013 : Prix du meilleur acteur pour Alexandre Landry
- Vancouver Film Critics Circle Awards 2014 : Meilleur acteur dans un second rôle dans un film canadien pour Alexandre Landry
- Prix Écrans canadiens 2014 : Meilleur film et Meilleure actrice pour Gabrielle Marion-Rivard

### Nominations et sélections
- AFI Fest 2013
- Festival international du film de Toronto 2013 : sélection « Special Presentations »
- Festival international du film de Vancouver 2013
- Festival international du film de Palm Springs 2014
- Festival du film de Sydney 2014